# 拉莱·索科洛夫
拉莱·索科洛夫，全名路德维希·拉莱·索科洛夫（英語：Ludwig "Lale" Sokolov，1916年—2006年），是一名出生于奥匈帝国的犹太裔商人，犹太人大屠杀幸存者。1942年，拉莱被送入奥斯威辛集中营，并成为集中营的纹身师，直至第二次世界大战结束前集中营被解放，后移居澳大利亚。拉莱在集中营期间结识了后来的妻子吉塔·福曼。2003年吉塔逝世后，拉莱为了避免被认为是与纳粹合作的囚监，方才公开他在集中营期间的经历。

## 生平
1916年，拉莱出生于匈牙利王国的克龙帕希，出生时姓氏为艾森伯格。1942年4月，拉莱成为第一批被送入奥斯威辛集中营的犹太人之一。刚一进入集中营，他就被纹上了他的编号32407。一开始，他的工作是修建不断扩充的营房，但是不久他就染上了伤寒。为他纹上编号的纹身师，法国人裴潘（法語：Pepan），将他收留在身旁加以照顾，让其病愈后作为助手工作。大约四周后，裴潘消失了，拉莱取代了裴潘的角色，成为集中营中最主要的纹身师。就这样，拉莱开始在党卫队护卫监控下为纳粹政治处工作。他的这一工作意味着他“较之其他囚犯离死亡远了一步”，同时还能获得单间、额外的食物配给、工作完成后的自由活动时间等好处。
1942年7月，拉莱在为一群女性囚犯纹身时，遇见了其中的吉塞拉·吉塔·福曼，并为她纹上了她的编号34902。拉莱利用他相对特殊的身份，通过他的党卫队护卫为吉塔送去了信件、额外食物，为她谋取较好的工作岗位。拉莱还参与了集中营内外的地下交易，协助囚犯用珠宝和当地人交换食物。
1945年1月25日，奥斯威辛集中营解放前夕，拉莱被转移到毛特豪森－古森集中營。最终，拉莱逃出了集中营，并回到了他当时属于捷克斯洛伐克的家乡。拉莱只知道吉塔的全名，但还是来到了幸存者返乡的必经之地布拉迪斯拉发寻找，直至几周之后两人在街头偶然相遇。两人于1945年10月结婚，并将姓氏改为斯拉夫语姓氏索科洛夫，以便更好的融入苏联控制的捷克斯洛伐克。婚后，拉莱在布拉迪斯拉发经营纺织品生意。由于拉莱为以色列建国提供经济支持，政府没收了他的产业并将其监禁起来。尽管他很快被释放，但他被警告应当立刻离开捷克斯洛伐克。拉莱和吉塔通过维也纳和巴黎辗转离开欧洲，于1948年在墨尔本定居。
在墨尔本，拉莱和吉塔夫妇重新开始经营纺织品生意。1961年，他们的儿子出生。在此后的时间里，吉塔数次返回欧洲，而拉莱从未前往。2003年吉塔逝世后，拉莱为了避免被认为是与纳粹合作的囚监，通过其子找到希瑟·莫里斯（英語：Heather Morris），公开讲述了他在集中营期间的经历。希瑟·莫里斯花费了三年时间采访拉莱，将其整理成书，于2018年出版。2006年，拉莱逝世。

## 延伸阅读
- Morris, Heather. . London: Zaffre Publishing. 2018. ISBN 978-1785763649 （英语）.